# Peter Franquart
Peter Franquart (ur. 4 stycznia 1985 w Lille) – francuski piłkarz występujący na pozycji obrońcy lub pomocnika.

## Kariera
Franquart karierę rozpoczynał w sezonie 2005/2006 w pierwszoligowym zespole Lille OSC. W Ligue 1 zadebiutował 20 sierpnia 2005 w zremisowanym 0:0 meczu z FC Sochaux-Montbéliard. W debiutanckim sezonie zajął z klubem 3. miejsce w lidze i po eliminacjach awansował z nim do Ligi Mistrzów, w której nie zagrał jednak ani razu. 1 września 2007 w zremisowanym 2:2 pojedynku ze Stade Rennais strzelił swojego pierwszego gola w Ligue 1. W styczniu 2009 przeszedł na wypożyczenie do także pierwszoligowego Le Havre AC i grał tam do końca sezonu 2008/2009.
W sierpniu 2009 przeszedł na dwuletnie wypożyczenie do belgijskiego Royalu Charleroi, grającego w Eerste Klasse. W lidze tej zadebiutował 12 września 2009 w przegranym 0:4 spotkaniu z Cercle Brugge. Po zakończeniu okresu wypożyczenia, został zawodnikiem klubu RAEC Mons, także uczestniczącego w rozgrywkach Eerste Klasse. Jego zawodnikiem pozostał do 2014 roku. Następnie był graczem drugoligowego RE Virton, w którym w 2016 roku zakończył karierę.
| Sezon   | Klub            | Kraj    | Rozgrywki     | Mecze | Bramki |
| ------- | --------------- | ------- | ------------- | ----- | ------ |
| 2005/06 | Lille OSC       | Francja | Ligue 1       | 3     | 0      |
| 2006/07 | Lille OSC       | Francja | Ligue 1       | 7     | 0      |
| 2007/08 | Lille OSC       | Francja | Ligue 1       | 19    | 1      |
| 2008/09 | Lille OSC       | Francja | Ligue 1       | 1     | 0      |
| 2008/09 | Le Havre AC     | Francja | Ligue 1       | 13    | 1      |
| 2009/10 | Royal Charleroi | Belgia  | Eerste Klasse | 20    | 0      |
| 2010/11 | Royal Charleroi | Belgia  | Eerste Klasse | 21    | 0      |
| 2011/12 | RAEC Mons       | Belgia  | Eerste Klasse | 31    | 0      |
| 2012/13 | RAEC Mons       | Belgia  | Eerste Klasse | 14    | 1      |
| 2013/14 | RAEC Mons       | Belgia  | Eerste Klasse | 3     | 0      |
| 2015/16 | RE Virton       | Belgia  | Tweede Klasse | 18    | 1      |